# Dicliptera debilis
Dicliptera debilis är en akantusväxtart som beskrevs av Emery Clarence Leonard. Dicliptera debilis ingår i släktet Dicliptera och familjen akantusväxter. Inga underarter finns listade i Catalogue of Life.